# 2004年10月逝世人物列表
2004年逝世人物列表：1月 - 2月 - 3月 - 4月 - 5月 - 6月 - 7月 - 8月 - 9月 - 10月 - 11月 - 12月
2004年10月逝世人物列表，是用于汇总2004年10月期间逝世人物的列表。

## 依日期排序

### 1日
- 理查·阿維登（Richard Avedon），81歲，美國時尚和肖像攝影師，腦溢血。[1]
- Frank Kendall Everest Jr.，84歲，美國空軍軍官。[2]
- 羅恩·海耶斯（Ron Hayes），75歲，美國電視演員，高空自殺。
- 喬伊斯·吉爾森（Joyce Jillson），58歲，美國占星家，報紙專欄作家，作家和女演員，腎衰竭。[3]
- 布魯斯·帕爾默（Bruce Palmer），58歲，加拿大貝斯手（布法羅斯普林菲爾德），心臟病發作。[4]
- 亚历山大·罗戈夫，48歲，蘇聯奧運皮划艇運動員（1976年夏季奧運會男子C-1 500米個人皮划艇金牌得主）。[5]

### 2日
- Shaul Amor，63歲，以色列政治家。
- 比約納爾·安德列森（Bjørnar Andresen），59歲，挪威爵士音樂家。
- Max Geldray，88歲，荷蘭爵士口琴演奏家，經常被譽為世界上第一位，也是Goon Show表演者。[6]
- Fialho Gouveia，69歲，葡萄牙廣播和電視節目主持人，呼吸衰竭。[7]
- 諾姆·沙赫特（Norm Schachter），90歲，美國橄欖球官員和裁判。[8]
- 尼克·斯科裡奇（Nick Skorich），83歲，美國NFL橄欖球運動員和教練（費城老鷹隊），心臟手術併發症。[9]

### 3日
- 弗農·艾黎（Vernon Alley），89歲，美國爵士貝斯手。[10]
- Jacques Benveniste，69歲，法國免疫學家和醫生。[11]
- 約翰·塞魯蒂，44歲，美國職業棒球大聯盟棒球運動員，多倫多藍鳥隊的播音員。[12]
- 小唐纳德·威尔斯·道格拉斯（Donald Wills Douglas， Jr.），87歲，美國實業家和運動員。
- Matthäus Hetzenauer，79歲，二戰期間奧地利國防軍狙擊手。
- 珍妮特·利（Janet Leigh），77歲，美國女演員（《驚魂記》《滿洲候選人》《邪惡之觸》），血管炎，血管炎，心臟病發作。[13]
- Frits van Turenhout，91歲，荷蘭體育記者。[14]

### 4日
- 赫尔穆特·班茨，83歲，德國奧運體操運動員（1956年夏季奧運會跳馬金牌）。[15]
- 西德·比克羅夫特，92歲，英國足球運動員。[16]
- 魯道夫·切萊蒂（Rodolfo Celletti），87歲，義大利音樂學家、評論家、聲樂教師和小說家。[17]
- 戈登·庫珀（Gordon Cooper），77歲，美國宇航員和航空工程師，最初的水星七號之一，心力衰竭。[18]
- 里奧·迪亞茲（Rio Diaz），45歲，菲律賓選美皇后，電視節目主持人，女演員和政治家，結直腸癌。
- 邁克爾·格蘭特（Michael Grant），89歲，英國古代歷史學家。[19]
- Emīlija Gudriniece，84歲，蘇聯/拉脫維亞化學家。
- 尼拉馬尼·魯特雷（Nilamani Routray），84歲，印度政治家和首席部長。

### 5日
- 馬里奧·拉蒙·貝塔（Mario Ramón Beteta），79歲，墨西哥經濟學家。
- 羅德尼·丹格菲爾德（Rodney Dangerfield），82歲，美國喜劇演員和演員（Easy Money，Caddyshack，Back to School），格萊美獎得主（1981年），心臟手術併發症。[20]
- William H. Dobelle，62歲，美國生物醫學研究員，眼科醫生和人工視覺先驅，糖尿病併發症。[21]
- 約翰·理查茲（John Richards），77歲，英國皇家海軍陸戰隊將軍。[22]
- 韋恩·拉特利奇（Wayne Rutledge），62歲，加拿大職業冰球運動員（洛杉磯國王隊，休斯頓航空隊），胃癌。[23]
- 莫里斯·威爾金斯（Maurice Wilkins），87歲，紐西蘭-英國物理學家和分子生物學家，諾貝爾獎獲得者（生理學或醫學，1962年）。[24]

### 6日
- 弗雷德里卡·德·拉古納（Frederica de Laguna），98歲，美國人類學家和考古學家。[25]
- 约翰尼·凯利（Johnny Kelley），97歲，美國長跑運動員和奧運選手（1936年，1948年）。[26]
- 威廉·克拉克，肯普斯頓的克拉克男爵，86歲，英國政治家和同齡人。[27]
- 彼特·麥卡錫（Pete McCarthy），51歲，英國旅行作家和廣播員，癌症。[28]
- Marvin Santiago，56歲，波多黎各薩爾薩歌手，糖尿病併發症。[29]
- Norm Schlueter，88歲，美國棒球運動員（芝加哥白襪隊，克利夫蘭印第安人隊）。[30]
- Veríssimo Correia Seabra，57歲，幾內亞比紹軍事指揮官，在兵變中被毆打致死。[31]
- Clem Tholet，56歲，羅得西亞歌手和詞曲作者。
- Harbhajan Singh Yogi，75歲，印度精神領袖，西半球錫克教佛法領袖，心力衰竭。[32]

### 7日
- 邁克爾·C·阿斯圖爾（Michael C. Astour），87歲，蘇聯裔美國意第緒語和俄羅斯文學教授。
- 肯尼斯·比格利（Kenneth Bigley），62歲，英國土木工程師，在伊拉克被劫持為人質，被斬首。[33]
- T. J. Binyon，68歲，英國作家，牛津大學教授，普希金學者和犯罪小說家，心臟病發作。[34]
- 沃爾夫岡·格茲布（Wolfgang Grzyb），64歲，德國足球運動員。[35]
- Oscar Heisserer，90歲，法國足球運動員。
- 托尼·蘭弗蘭奇（Tony Lanfranchi），69歲，英國賽車手，癌症。[36]
- 松原美紀，44歲，日本歌手，宮頸癌。[37]
- Rosemary Murray，91歲，英國化學家，劍橋大學副校長（1975-1977）。[38]
- 雅克·诺埃尔（Jacques Noël），84歲，法國擊劍運動員。[39]
- 希爾迪·帕克斯（Hildy Parks），78歲，美國女演員，作家和電視製片人，中風併發症。[40]
- 尤利乌斯·托切克，65歲，捷克斯洛伐克賽艇運動員和奧運獎牌得主。[41]
- 尼古拉·迪米特洛夫·特扎涅夫，64歲，保加利亞足球運動員。

### 8日
- 詹姆斯·蔡斯（James Chace），72歲，美國歷史學家，心臟病發作。[42]
- 伊琳娜·德米克（Irina Demick），67歲，法國女演員。[43]
- 托尼·朱利安尼（Tony Giuliani），91歲，美國棒球運動員（聖路易斯布朗隊，華盛頓參議員隊，布魯克林道奇隊）。[44]
- 肯尼斯·米爾斯（Kenneth G. Mills），81歲，加拿大哲學家和音樂家。[45]
- 約翰尼·斯特姆（Johnny Sturm），88歲，美國棒球運動員（紐約洋基隊）和小聯盟經理，充血性心力衰竭。[46]

### 9日
- 雅克·德里达（Jacques Derrida），74歲，法國哲學家（解構），胰腺癌。[47]
- 馬克西姆·費吉特（Maxime Faget），83歲，美國航空航太工程師（美國宇航局，航太飛機計劃），水星太空艙的設計者，膀胱癌。[48]
- 赫歇爾·格羅斯曼（Herschel Grossman），65歲，美國經濟學家。[49]
- Don McEvoy，75歲，英國足球運動員和經理。[50]
- 布萊恩·R·威爾遜（Bryan R. Wilson），78歲，英國宗教書籍作家。[51]

### 10日
- 肯·卡米尼堤（Ken Caminiti），41歲，美國棒球運動員，吸毒過量。[52]
- 大衛·G·錢德勒（David G. Chandler），70歲，英國歷史學家。
- 凱爾西·鐘斯（Kelsey Jones），82歲，加拿大作曲家，鋼琴家，大鍵琴演奏家和音樂老師，腎衰竭。[53]
- 克里斯托弗·里夫（Christopher Reeve），52歲，美國演員（《超人》《今日遺跡》《死亡陷阱》），心力衰竭。[54]
- 亞瑟·羅賓遜（Arthur H. Robinson），89歲，美國製圖師和地理學家。[55]
- 莫裡斯·沙德博爾特（Maurice Shadbolt），72歲，紐西蘭小說家，劇作家和記者，阿爾茨海默病。[56]
- 約翰·威廉·特貝爾，91歲，美國記者、編輯、作家、教師和媒體歷史學家。[57]

### 11日
- 保羅·布萊恩（Paul Bryan），91歲，英國政治家。
- 博比·库克（Bobby Cook），81歲，美國籃球運動員。[58]
- 尼古拉斯·戈登-倫諾克斯勳爵，73歲，英國外交官，駐西班牙大使（1984-1989）。[59]
- 伊莉莎白·克萊因（Elisabeth Klein），93歲，匈牙利-丹麥鋼琴家。
- Ben Komproe，62歲，荷屬安的列斯群島政治家，總理（2003年）和司法部長（2003-2004年），胃部手術併發症。[60]
- 瑪麗·洛斯（Mary Loos），94歲，美國女演員、編劇和小說家，中風併發症。[61]
- 彼得·克爾，第12代洛錫安侯爵，82歲，英國貴族、政治家和地主。[62]
- 基思·米勒（Keith Miller），84歲，澳大利亞板球運動員，澳大利亞足球運動員，戰鬥機飛行員和記者。[63]
- Gulshan Rai，80歲，印度電影製片人和發行人。[64]
- 費爾南多·薩比諾（Fernando Sabino），80歲，巴西作家和記者，癌症。[65]

### 12日
- 湯米·卡爾馬尼爾（Tommy Kalmanir），78歲，美式足球運動員。[66]
- 轡田友継，57歲，日本摔跤手，急性髓系白血病。[67]
- Jackie McGrory，62歲，蘇格蘭足球運動員。[68]
- 小澤茂弘，82歲，日本電影導演和編劇。[69]

### 13日
- Mike Blyzka，75歲，美國棒球運動員（聖路易士布朗隊/巴爾的摩金鶯隊）。[70]
- 埃裡克·拜（Erik Bye），78歲，挪威記者，廣播/電視節目主持人，演員和歌手/詞曲作者，癌症。[71]
- 恩里克·費爾南多（Enrique M. Fernando），89歲，菲律賓法官，最高法院首席大法官。
- 戴维·格娄斯（David Grose），59歲，美國考古學家和古典學家。[72]
- Grethe Holmer，80歲，丹麥女演員。
- Nirupa Roy，73歲，印度電影女演員，心臟病發作。[73]
- 伯尼斯·魯本斯（Bernice Rubens），76歲，英國布克獎獲獎小說家（當選成員），中風併發症。[74]
- 艾弗·伍德（Ivor Wood），72歲，英國動畫師（《帕丁頓熊》《The Wombles Postman Pat》），癌症。[75]
- 矢野徹，80歲，日本科幻作家，翻譯，結直腸癌。[76]

### 14日
- 彼得·阿德拉爾，57歲，荷蘭奧運柔道運動員。[77]
- 胡安·法蘭西斯科·弗雷斯諾，90歲，智利羅馬天主教主教，智利聖地牙哥大主教（1983-1990）。[78]
- 穆罕默德·查希爾·伊斯梅爾（Mohamed Zahir Ismail），80歲，馬來西亞律師和政治家，腎衰竭。
- 科德爾·傑克遜（Cordell Jackson），81歲，美國搖滾音樂家。[79]
- 希拉·基思（Sheila Keith），84歲，英國女演員。[80]
- 洛克什，103歲，印度演員。
- 第五代羅素伯爵康拉德·羅素（Conrad Russell,Earl Russell），67歲，英國同行，歷史學家和上議院議員，肺氣腫併發症。[81]
- 伊萬·沙米亞金（Ivan Shamiakin），83歲，蘇聯白俄羅斯作家。[82]
- Dattopant Thengadi，83歲，印度印度教理論家和工會領袖。

### 15日
- 比爾·艾登（Bill Eyden），74歲，英國爵士鼓手。[83]
- 現年68歲的戴夫·戈丁（Dave Godin）是英國靈魂音樂推廣人和記者，他創造了“北方靈魂”一詞。[84]
- Per Højholt，76歲，丹麥詩人。
- Irv Novick，88歲，美國漫畫家（蝙蝠俠，閃電俠，超人）。[85]
- Thiruthuraipoondi Radhakrishnan Pappa，81歲，泰米爾語、泰盧固語和僧伽羅語電影的印度音樂總監。
- Tex Ritter，80歲，美國職業籃球運動員（東肯塔基州，紐約尼克斯隊）。[86]

### 16日
- 道格·貝內特（Doug Bennett），52歲，加拿大搖滾歌手（道格與蛞蝓）。[87]
- 文森特·布羅姆（Vincent Brome），94歲，英國傳記作家和小說家。[88]
- 蘇珊娜·坎波斯（Susana Campos），70歲，阿根廷女演員，腦癌。[89]
- 唐·卡尔森（Don Carlson），85歲，美國籃球運動員。[90]
- 哈羅德·珀金（Harold Perkin），77歲，英國社會歷史學家。[91]
- 皮埃爾·塞林格（Pierre Salinger），79歲，美國記者，約翰·菲茨傑拉德·甘迺迪（John Fitzgerald Kennedy）和林登·詹森（Lyndon B. Johnson）的新聞秘書，心力衰竭。[92]
- Tomasz Strzembosz，74歲，波蘭歷史學家和作家。

### 17日
- 雷·布恩（Ray Boone），81歲，美國職業棒球大聯盟球員，美國職業棒球大聯盟第一代家族的族長。[93]
- 吴法宪，89歲，中國革命軍人軍官，中國人民解放軍空軍司令員。
- 朱利葉斯·哈裡斯（Julius Harris），81歲，美國演員（《生與死》，《超級飛翔》，《佩勒姆一二三》），心力衰竭。[94]
- Uzi Hitman，52歲，以色列歌手、詞曲作者和作曲家，心臟病發作。[95]
- 巴斯·皮斯，81歲，英國物理學家。[96]
- Franco Prosperi，78歲，義大利電影導演和編劇。[97]
- 安德列亞斯·薩森（Andreas Sassen），36歲，德國足球運動員，中風。[98]

### 18日
- 南希·卡琳（Nancy Carline），94歲，英國藝術家。[99]
- 埃德溫·亞瑟·霍爾（Edwin Arthur Hall），95歲，美國政治家。
- 里奇·萊莫斯（Richie Lemos），84歲，墨西哥裔美國拳擊手。
- 伊莉莎白·尼科爾斯（Elizabeth Nicholls），58歲，美籍加拿大古生物學家，癌症。
- Fermin Rocker，96歲，英國畫家和書籍插畫家。[100]
- Veerappan，52歲，被稱為「叢林貓」的印度罪犯，被特別工作組槍殺。[101]
- 維克多·祖巴列夫（Viktor Zubarev），31歲，哈薩克足球運動員，吸毒過量。

### 19日
- 安托萬·阿貝爾（Antoine Abel），69歲，塞席爾作家。[102]
- 安妮塔·比特裡（Anita Bitri），36歲，阿爾巴尼亞流行歌手，一氧化碳中毒。[103]
- 弗蘭克·查普爾（Frank Chapple），83歲，英國工會會員（EETPU秘書長，1966—1984年）。[104]
- 肯尼斯·艾佛森（Kenneth E. Iverson），84歲，加拿大計算機科學家，APL程式設計語言的發明者，中風。[105]
- 李商天，51歲，韓裔美國三墊檯球運動員，胃癌。[106]
- 伊莉莎白·梅·麥克林托克（Elizabeth May McClintock），92歲，美國植物學家。
- Veljko Milatović，82歲，黑山共產黨遊擊隊員，政治家和總統（1967-1969,1974-1982）。
- 保羅·尼茨（Paul Nitze），97歲，美國外交官和冷戰武器談判代表，肺炎。[107]
- Calvin Ruck，79歲，加拿大國會議員（代表新斯科舍省的加拿大參議院）。[108]
- 格雷格·肖（Greg Shaw），55歲，美國搖滾音樂記者和唱片公司高管，心臟病發作。[109]
- Lewis Urry，77歲，加拿大化學工程師和發明家（鹼性電池、鋰電池）。[110]

### 20日
- 威廉·布朗（William Brown），66歲，美國歌劇男高音。[111]
- 45歲的白俄羅斯記者維羅妮卡·切爾卡索娃（Veronika Cherkasova）被刺傷。[112]
- Tevfik Gelenbe，73歲，土耳其演員和喜劇演員，癌症併發症。[113]
- 安東尼·赫克特（Anthony Hecht），81歲，美國詩人，淋巴瘤。[114]
- 查克·希勒（Chuck Hiller），70歲，美國職業棒球大聯盟棒球運動員和教練，第一位打出世界大賽大滿貫的國家聯盟球員，白血病。[115]
- 尼采卡·基恩，52歲，美國電影導演和作家，胰腺癌。[116]
- 琳達·李·波特（Lynda Lee-Potter），69歲，英國報紙專欄作家（《每日郵報》），腦瘤，腦癌。[117]
- 伊爾多·洛博（Ildo Lobo），50歲，佛得角歌手。[118]

### 21日
- 巴勒斯坦哈馬斯首席爆炸物專家阿德南·古爾（Adnan al-Ghoul）據稱是卡薩姆火箭的“父親”，被以色列國防軍定點殺害。[119]
- Sharifa Alkhateeb，58歲，美國教師和作家，胰腺癌。[120]
- 吉姆·布赫（Jim Bucher），93歲，美國棒球運動員（布魯克林道奇隊、聖路易斯紅雀隊、波士頓紅襪隊）。[121]
- 尼爾·坎貝爾（Neil Campbell），58歲，美國科學家，心臟病發作。[122]
- Jean Dondelinger，73歲，盧森堡外交官和公務員。
- 埃弗雷特·羅傑斯（Everett Rogers），73歲，美國傳播學者和社會學家，創新擴散理論的創始人。[123]
- 維多利亞·斯內爾格羅夫（Victoria Snelgrove），21歲，美國大三學生，被波士頓警方用胡椒噴霧彈射中。[124]

### 22日
- 路易·布耶（Louis Bouyer），91歲，法國天主教神父和路德宗牧師。
- Galeazzo Dondi，89歲，義大利奧運籃球運動員和籃球教練。[125]
- 小塞繆爾·格雷夫利（Samuel L. Gravely， Jr.），82歲，美國海軍先驅（第一位非裔美國艦隊司令和海軍上將），中風併發症。[126]
- 凱薩琳·維克多（Katherine Victor），81歲，美國邪典電影女演員，中風。[127]
- 佩德羅·維拉德博（Pedro Vilardebo），51歲，西班牙賽車手。[128]

### 23日
- Edward T. Cone，87歲，美國作曲家、音樂理論家、鋼琴家和慈善家。[129]
- 吉姆·麥克唐納（Jim McDonald），77歲，美國棒球運動員。[130]
- 羅伯特·梅里爾（Robert Merrill），87歲，美國歌劇男中音，自然原因。[131]
- 比爾·尼科爾森（Bill Nicholson），85歲，英國足球經理（托特納姆熱刺隊，1958-1974年），球員，教練和球探。[132]
- 喬治·西爾克（George Silk），87歲，紐西蘭二戰攝影記者（《生活》），充血性心力衰竭。[133]

### 24日
- 達里奧·迪·帕爾馬（Dario Di Palma），71歲，義大利電影攝影師。
- 蘭迪·多頓（Randy Dorton），50歲，美國發動機製造商（Hendrick Motorsports），飛機失事。[134]
- 瑞奇·亨德里克（Ricky Hendrick），24歲，美國NASCAR賽車手和部分車隊老闆，飛機失事。[135]
- 詹姆斯·阿洛伊修斯·希基（James Aloysius Hickey），84歲，美國羅馬天主教樞機主教，華盛頓特區大主教（1980-2000）。[136]
- 今井功，90歲，日本理論物理學家。
- Maaja Ranniku，63歲，蘇聯（愛沙尼亞）國際象棋大師，蘇聯女子國際象棋冠軍，十次愛沙尼亞女子國際象棋冠軍。[137]
- 赫伯特·席林（Herbert Schilling），74歲，德國奧運拳擊手（1952年夏季奧運會輕中量級拳擊）。[138]

### 25日
- 湯瑪斯·坎扎（Thomas Kanza），71歲，剛果外交官和大使，心臟病發作。
- 希亞姆·南丹·普拉薩德·米什拉，84歲，印度政治家（外交部長，1979-1980年），心臟驟停。[139]
- 約翰·皮爾（John Peel），65歲，英國電臺主持人和記者，心臟病發作。[140]
- 耶日·乌斯图普斯基（Jerzy Ustupski），93歲，波蘭賽艇運動員和奧運獎牌得主。[141]

### 26日
- 鮑比·阿維拉（Bobby Ávila），79歲，墨西哥職業棒球大聯盟全明星和美國聯盟擊球冠軍（1954年），糖尿病併發症。[142]
- 海倫·艾爾西·奧斯丁（Helen Elsie Austin），96歲，美國律師、民權領袖和外交官。
- 拉斯·德里（Russ Derry），88歲，美國棒球運動員（紐約洋基隊，費城田徑隊，聖路易斯紅雀隊）。[143]
- 羅賓·肯雅塔（Robin Kenyatta），62歲，美國爵士中音薩克斯管演奏家。[144]
- 派特裡夏·奈特（Patricia Knight），89歲，美國女演員。
- 里卡多·奧德諾波索夫（Ricardo Odnoposoff），90歲，奧地利小提琴家。
- 弗雷德·潘恩（Fred Paine），78歲，美國籃球運動員（普羅維登斯壓路機隊）。[145]

### 27日
- 弗拉基米尔·阿尔希波夫，71歲，蘇聯陸軍將軍和政治家。
- 赫敏·科博爾德，科博爾德男爵夫人，99歲，英國貴族。[146]
- 克勞德·赫爾弗（Claude Helffer），82歲，法國鋼琴家。[147]
- 奧拉維·拉克索寧（Olavi Laaksonen），83歲，芬蘭奧運足球運動員。[148]
- 萊斯特·拉寧（Lester Lanin），97歲，美國爵士樂大樂隊領隊。[149]
- Lasse Nordvall，76歲，瑞典奧運自行車運動員（1952年和1956年夏季奧運會男子個人和團體公路自行車比賽）。[150]
- 馬韋爾·佩里奧蒂，65歲，阿根廷奧運足球運動員（1960年夏季奧運會男子足球運動員）。[151]
- V. V. Raghavan，81歲，印度共產黨政治家。
- 茲登科·魯尼奇（Zdenko Runjić），62歲，克羅埃西亞詞曲作者，中風。
- 保羅·塞爾吉奧·奧利維拉·達席爾瓦，30歲，巴西足球運動員（聖卡埃塔諾），在比賽中心臟病發作。[152]

### 28日
- 穆罕默德·阿拉維·馬利基（Muhammad Alawi al-Maliki），56歲，沙特傳統遜尼派伊斯蘭學者。
- 羅莎琳·希克斯（Rosalind Christie），85歲，英國文學監護人，阿加莎·克裡斯蒂（Agatha Christie）的獨生子。[153]
- 瑪麗亞·菲奧雷（Maria Fiore），69歲，義大利影視女演員，肺癌。[154]
- 吉米·麥克拉寧（Jimmy McLarnin），96歲，英國拳擊手，兩屆次中量級世界冠軍（1933年，1934年）。[155]
- Gil Mellé，72歲，美國藝術家，爵士薩克斯管演奏家和影視作曲家，心臟病發作。[156]
- George S. Schairer，91歲，美國波音公司空氣動力學專家。[157]
- 泰德·泰勒（Ted Taylor），79歲，墨西哥裔美國理論物理學家和核武器設計師，冠狀動脈疾病。[158]
- 查理斯·惠勒（Charles F. Wheeler），88歲，美國電影攝影師（Tora！虎！Tora！），阿爾茨海默病。[159]

### 29日
- 娜塔莉亞·巴蘭斯卡婭（Natalya Baranskaya），95歲，蘇聯短篇小說和中篇小說作家。
- 愛麗絲公主，格洛斯特公爵夫人，102歲，英國皇室成員，英國女王伊莉莎白二世的姑姑，中風。[160]
- Jacinto João，60歲，葡萄牙足球運動員，心臟病發作。[161]
- 香田证生，24歲，日本背包客，在伊拉克恐怖分子中被基地組織斬首。[162]
- 愛德華·奧利弗·勒布朗（Edward Oliver LeBlanc），81歲，多明尼加政治領袖，首席部長（1961-1967）和總理（1967-1974）。[163]
- 沃恩·米德（Vaughn Meader），68歲，美國格萊美獎得主喜劇演員和甘迺迪模仿者，肺氣腫。[164]
- 傑拉德·羅斯·諾頓（Gerard Ross Norton），89歲，南非士兵和維多利亞十字勳章獲得者（1944年）。[165]
- 埃茲拉·斯托勒（Ezra Stoller），89歲，美國建築攝影師。[166]
- 皮埃爾·蒂博（Pierre Thibaud），75歲，法國古典小號手。[167]
- Peter Twinn，88歲，英國數學家，二戰期間的密碼破譯者，昆蟲學家。[168]

### 30日
- 布萊恩·安德列·多伊爾（Brian Andre Doyle），93歲，英國法官，斐濟總檢察長和尚比亞首席大法官。[169]
- 菲利斯·弗羅斯特夫人（Dame Phyllis Frost），87歲，澳大利亞福利工作者和慈善家。[170]
- 大衛·何塞·科洪（David José Kohon），75歲，阿根廷電影導演和編劇。
- Rein Otsason，73歲，愛沙尼亞經濟學家和銀行家，心力衰竭。[171]
- 佩吉·里安（Peggy Ryan），80歲，美國女演員（All Ashore，Hawaii Five-O），歌手和舞者，中風。[172]
- 大衛·舒爾曼（David Shulman），91歲，美國詞典編纂家和密碼學家。[173]
- 埃德·沃特斯（Ed Waters），74歲，美國電影和電視作家。

### 31日
- Mari Aldon，78歲，立陶宛裔美國女演員。[174]
- Don Briscoe，64歲，美國舞臺和電視演員（Dark Shadows），心臟病。[175]
- 羅蘭·吉布斯（Roland Gibbs），83歲，英國陸軍元帥。
- 大衛·戈爾-布斯（David Gore-Booth），61歲，英國外交官。[176]
- 瓦倫丁·尼古拉耶夫，80歲，蘇聯奧運摔跤手（1956年夏季奧運會男子輕重量級摔跤金牌得主）。[177]
- Marie Tehan，64歲，澳大利亞自由黨政治家（維多利亞州議會，1987-1999），克雅氏病。[178]